# Woon Young Chun
Woon Young Chun  ( Shanghái, 1890 - ibíd. 1971 ) fue un botánico chino.
Su padre fue un prominente funcionario de Relaciones Exteriores tanto en el viejo Imperio como en la nueva República; y funda la "·Merchants Guild School de Shanghai·", donde Woon y tres hermanos mayores recibieron una educación especial preparatoria de sus estudios en Universidades de EE. UU. y de Inglaterra. Woon estudiará dos años en el Colegio de Agricultura de Massachusetts, en Amherst, y luego cuatro años en la "Universidad de Syracuse", obteniendo su B.A.. Más adelante estudia tres años en Forestales en la Harvard University, y entre tanto, publica textos sobre Forestación y Agricultura para el gobierno chino de Escuelas Públicas.
Tenía una escritura y un dominio del inglés nativo sorprendente.

## Algunas publicaciones
- Chinese economic trees. Shanghái: impreso Commercial Press. XXVII, [1], 309 + ix pp. front. ilus.
- Chun, WY; HH Hu. 1927-1937. Icones plantarum sinicarum

- La abreviatura «Chun» se emplea para indicar a Woon Young Chun como autoridad en la descripción y clasificación científica de los vegetales.[1]